# Grotthuß (Adelsgeschlecht)

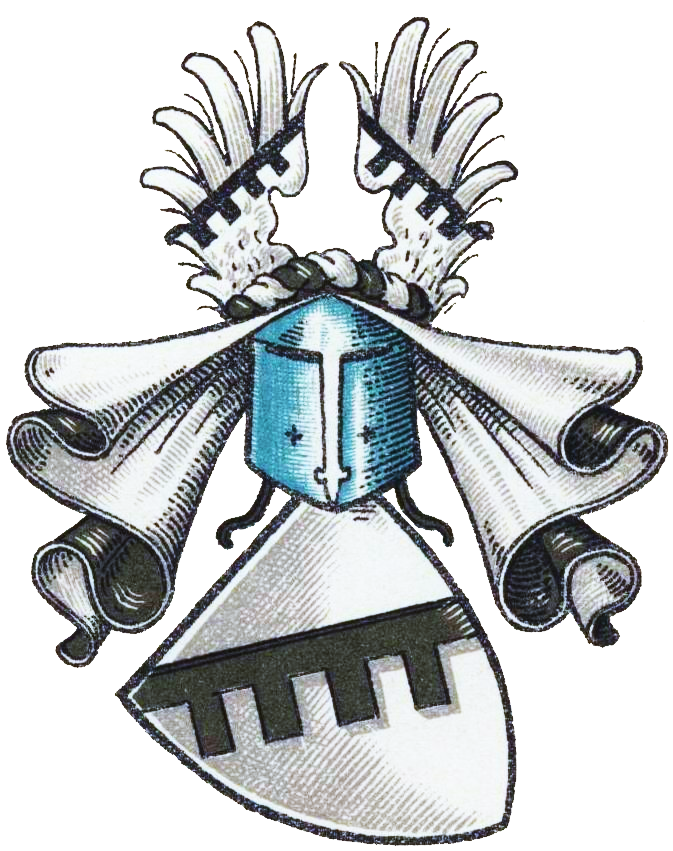
Stammwappen derer von Grothus im Wappenbuch des Westfälischen Adels

Grotthuß, historisch auch Groithus, Grotthus, Grotthuss, Grothaus, Grothus oder Grothusen ist der Name eines alten westfälischen Adelsgeschlechts, das sich noch im ausgehenden Mittelalter ins Baltikum, später auch nach Hannover und Preußen ausbreitete und mehrfach Nobilitierungen in den Freiherrnstand erfahren hat. Zweige der Familie bestehen gegenwärtig fort.

## Geschichte
Die Grotthuß (Grothaus; im Mittelalter lateinisch de magna domo) entstammen wie die Morrien und die Malemann dem bereits 1174/1185 urkundlichen Geschlecht von Senden und somit dem westfälischen Uradel. Sie entlehnen ihren Namen dem gleichnamigen Stammhaus Grotenhus bei Nordkirchen, das ehemals Lehen der Fürstbischöfe von Münster war. Mit Theodoricus de magna domo 1269 bzw. dessen Bruder oder Sohn, Ritter Conradus de Magna domo im Jahre 1277, wurde das Geschlecht zuerst urkundlich nach diesem Stammsitz genannt. 1370 und 1378 wurde der Nachfahre Stephanus vom Fürstbischof von Münster mit Grotenhaus belehnt. Das Stammhaus blieb bis 1403 in Geschlechtsbesitz.
Mit dem Deutschen Orden sind Angehörige in das Baltikum gelangt, wo die Familie mit Otto Groithueß, Vasall des Ordens, am 13. September 1492 in Wierland zuerst urkundlich erschien.
Am 17. Oktober 1620 wurden die Grotthuß in der 1. Klasse der kurländischen Ritterschaft immatrikuliert. Die Immatrikulation bei der livländischen Ritterschaft erfolgte im Jahr 1747 für das Haus Meselau. Am 3. April 1862 wurde dem baltischen Gesamtgeschlecht die Berechtigung zum Führen des Baronstitels durch Senatsukas (Nr. 2823) im Russischen Kaiserreich anerkannt.
1642 erhielt die finnische Linie, mit dem königlich schwedischen Major und Unterjägermeister von Finnland, sowie Erbherr auf Kjällfjärd Otto Johan von Grothusen aus dem Hause Meselau († um 1650), das Indigenat in Schweden und wurde unter dem Namen Grothusen in die Adelsklasse der schwedischen Ritterschaft (Nr. 276) introduziert. In der 4. Generation muss die Linie erloschen sein, des obengenannten Urenkel Magnus Reinhold von Grothusen wurde 1727 als Fähnrich bei der Infanterie zuletzt genannt.
Die preußische Genehmigung zur Führung des Freiherrentitels mit Allerhöchster Kabinettsorder erging in Berlin am 16. März 1844 für den nachmaligen königlich preußischen Major Ludwig Freiherrn von Grotthuß, Die Genehmigung zur Führung des Freiherrentitels für seinen Sohn, den nachmaligen königlich preußischen Hauptmann Victor von Grotthuß, erging ebenfalls durch Allerhöchste Kabinettsorder in Berlin am 14. November 1867.
Der königlich schwedische Generalleutnant und Gouverneur von Wismar, Otto Johann von Grothusen, wurde am 24. Dezember 1687 in den schwedischen Freiherrenstand gehoben und 1689 bei der Freiherrnklasse der schwedischen Ritterschaft (Nr. 80) introduziert. Nach ihm ist der Grothusenkoog benannt. Seine Linie erlosch bereits mit seinen Kindern. Sein jüngster Sohn, der königlich schwedische Generalmajor bei der Kavallerie, Christian Albrekt von Grothusen ist am 16. November 1715 an den in der Schlacht bei Stresow erhaltenen Wunden verstorben, ohne vorher eine Ehe eingegangen zu sein oder Erben zu hinterlassen.

## Güterbesitz

### Preußen
Westfalen
Bomhof, Bullermühle (1599–1634; 1659–1690), Clevehus, Davensberg, Ellerbrock, Grone, Grotenhus (1269–1403), Haringhof (1323–1353), (Lüdinghausen), Mesenburg, Spyck, Stick und der Grothaus'sche Hof in Quakenbrück
Tecklenburg
Scharfenberg (1562–1616)
Ostpreußen
Albrechtau, Brunau, Cremitten (1776–1820), Podollen (1729–1820), Ober Rehhof (1820), Rosenau, Saltnicken (1677), Schievenau, Tauerlaucken (1647–1677)
Brandenburg
Ländchen Bärwalde (1760–1780); zzgl. ein Jahr Wahlsdorf
Hannover

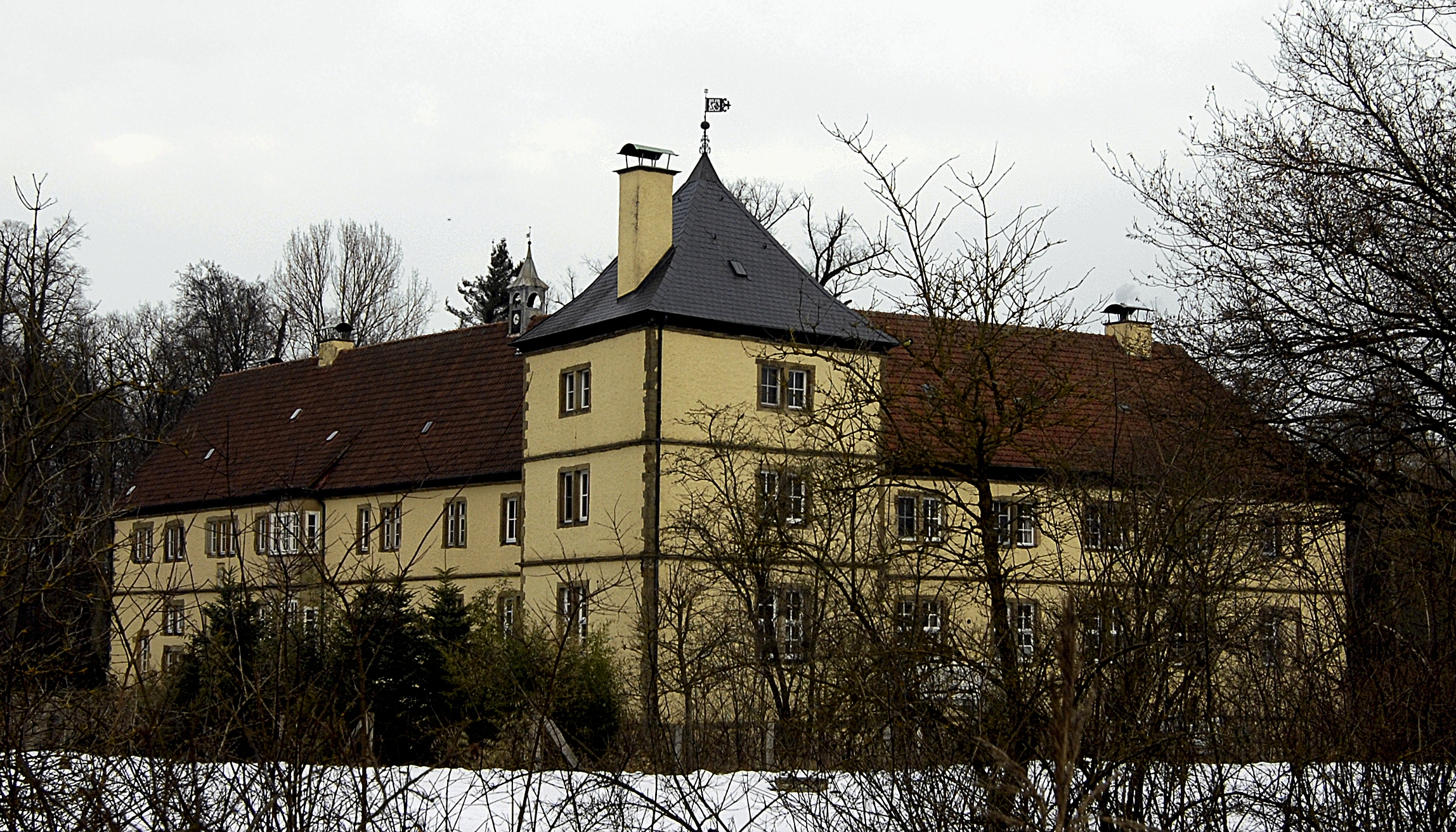
Schloss Ledenburg

Arenshorst (1550), Bramsche (vor 1463), Kritenstein (1605–1780), Kronenburg (1562–1780), Ledenburg (1622–1780), Vehr (1612–1650), Wimmer (1650) und Wittlage (1610–1718)

### Baltikum
Livland

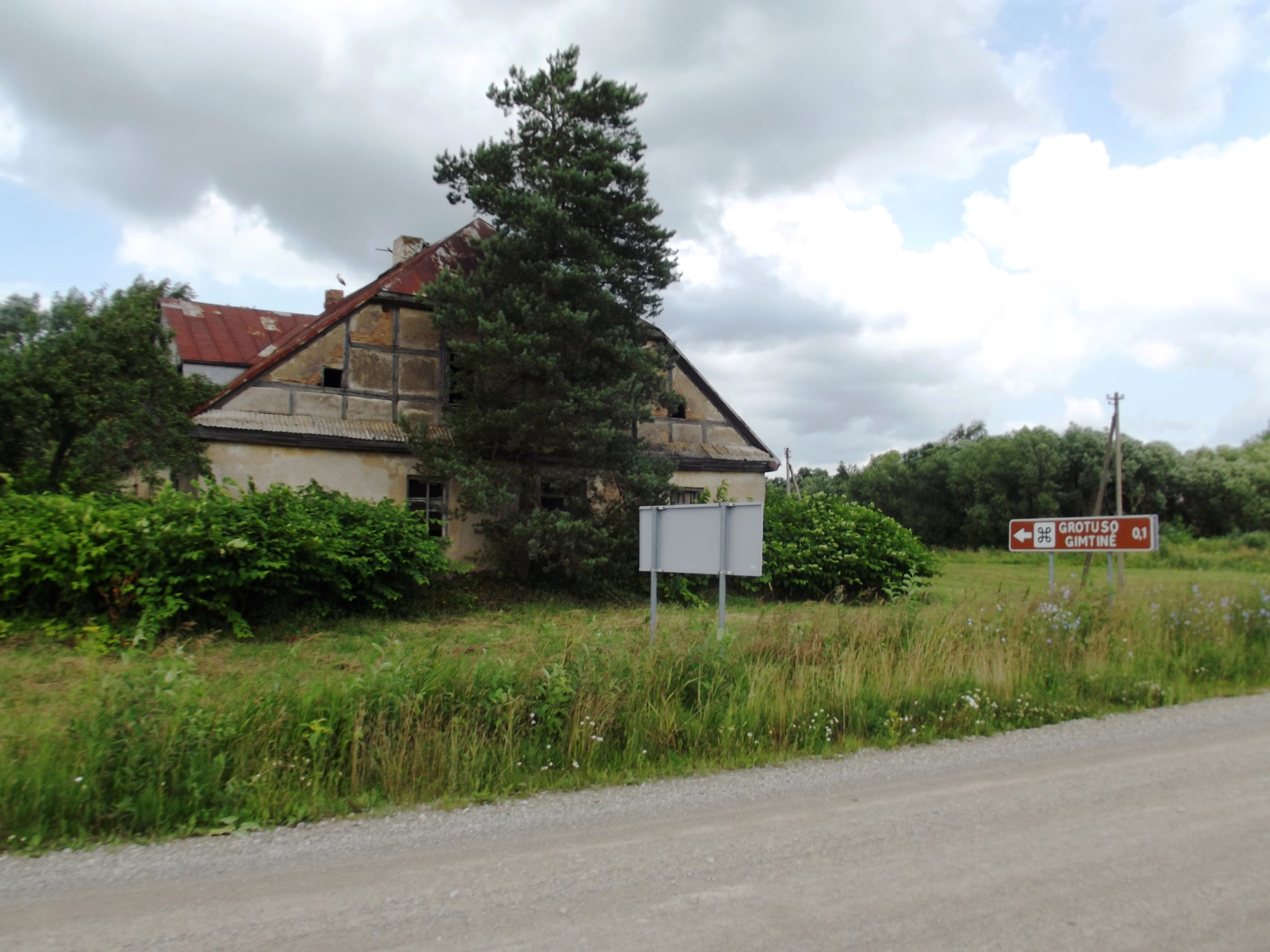
Grotenhusenhof, eigentlich Gut Geddutz des Dietrich Ewald von Grotthuß bei Pockroy in Litauen

Absenau (1783–1816), Altenwoga (1730–1788), Grothus (1582), Grotenhusenhof, Kegeln, Korküll (1745), Kunal (1600), Lubbert-Renzen, Meselau (1550–1724 mit Unterbrechungen), Paltemal, Rammenhof (1828–1840) und Zehrten
Kurland
Abaushof (1705), Groß und Klein Abgulden (1820–1848), Arishof (1755–1769), Alt Autz (1765), Berghoff und Appussen (1820–1827), Groß Bercken (seit 1714), Berken (1825), Bersteln, Birshoff (1628), Brunowischek, Buckschenhöfchen (bis 1681), Dannenthal, Diensdorf, Doben (1819–1831), Durben (1789–1808), Eckengrafen (1590–1640), Grenzhof, Hasenpoth, Kapsehden (1618), Krothen, Krottusch (1505), Kunden (bis 1690), Langenfeldt (1765), Lambertshof (1859), Leegen (1887–1920), Leparnhof (1723), Lepen (1736), Libbingen (1605–1700), Nabben (1712–1774), Neuhof (bis 1822), Pusseneeken (1854–1938), Ruhental (1505–1681), Schnepeln, Schwitten (1505–1788 mit Unterbrechung), Schlockenbeck (1727–1818), Sattiken, Schwirkaln (1576), Seemuppen (1760), Seppen, Sessau (1760), Spahren, Spirgen (1799), Sturhof (1765), Wainoden (1801–1920), Suschenhof, Wilkajen (1765), Zeemalden (1576) und Zerrauxt (1734)
Litauen
Weiß-Plonian (1663–1791)

### Skandinavien
Finnland
Kjällfjärd
Schweden
Langbro

## Stiftungen

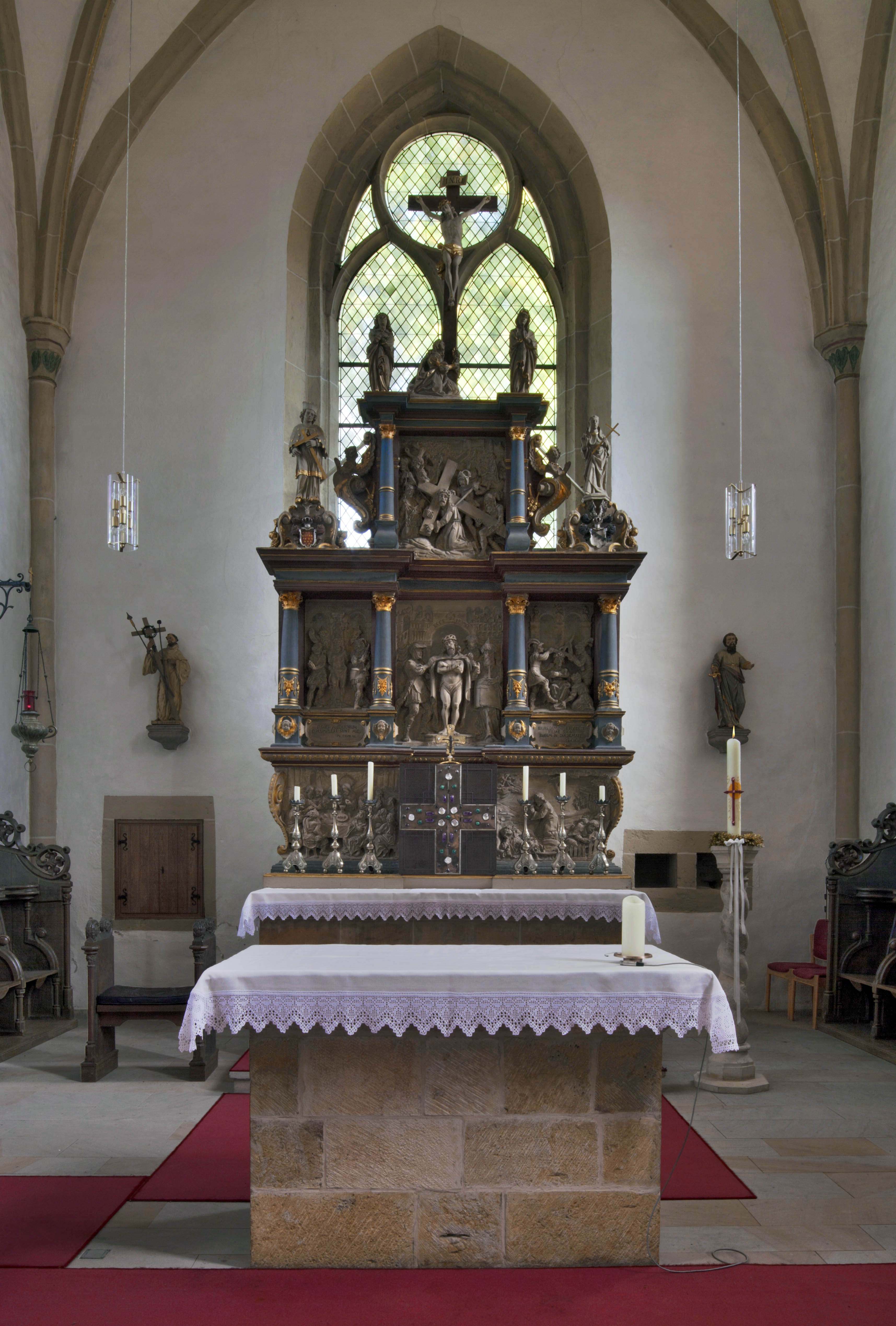
Der von den westfälischen Grothaus gestiftete Hochaltar im Kloster Gravenhorst. (Das Wappen der Grotthuß als Bekrönung des rechten Flügels.)

Die Äbtissin Maria von Grothaus (* 1588; † 1659) bzw. deren Eltern, Ewert von Grothaus, Herr auf Grone, Rentmeister zu Lingen 1565–94, und Anna von Cloester zu Havirhorst, stifteten das Hochaltarretabel auf der Ostseite im Kircheninneren des Klosters Gravenhorst. Darauf deuten die beiden Wappen von Grothaus und von Cloester hin. Heinrich Meiering aus Rheine hat dieses meisterhafte Werk im Spätrenaissance-Stil 1641 aus Baumberger Sandstein gefertigt.
Kelch und Patene des Abendmahlgeschirrs der Holter Kirche wurden 1695 von Johann Jobst Heinrich von Grothaus gestiftet. Die Saalkirche selbst wurde 1770 von General Ernst Philipp Ferdinand von Grothaus (* 1703; † 1776) errichtet. Mit ihm erlosch die Linie Ledenburg im Mannesstamm, worauf die Deszendenz seiner Tochter Eleonore, die Erblandmarschalle und Grafen zu Münster-Ledenburg, Freiherren von Grothaus, das Holter Patronat übernahmen.

## Wappen
Das Stammwappen zeigt in Silber einen unten vier Mal gezinnten schwarzen Schrägrechtsbalken (Brücke). Auf dem Helm mit schwarz-silbernen Decken einen offenen silbernen Flug mit jeweils absteigend dem Schrägbalken.
Das Wappen der baltischen Grotthuß zeigt auf dem Helm mit schwarz-silbernen Decken einen offenen schwarz-silbernen Flug, je nach auswärts mit dem Schrägbalken verwechselter Farbe belegt.
Das Freiherrliche Wappen (1687) ist geviert und mit einem Herzschild belegt, darin ein vier Mal gezinnter silberner Schrägrechtsbalken, 1 in Blau ein goldener Greif in den Pranken vier Pfeile haltend, 2 in Gold ein geharnischter Arm eine Krone haltend, 3 in Gold (2, 1) brennende Granaten, 4 in Blau ein silberner Festungsgrundriss. Zwei Helme mit blau-silber-rot-goldenen Decken, auf dem rechten ein offener schwarzer Flug, je belegt mit einem abgeledigten unten drei Mal gezinnten silbernen Schrägrechtsbalken, auf dem linken vier blaue Fahnen.

### Historische Wappenbilder

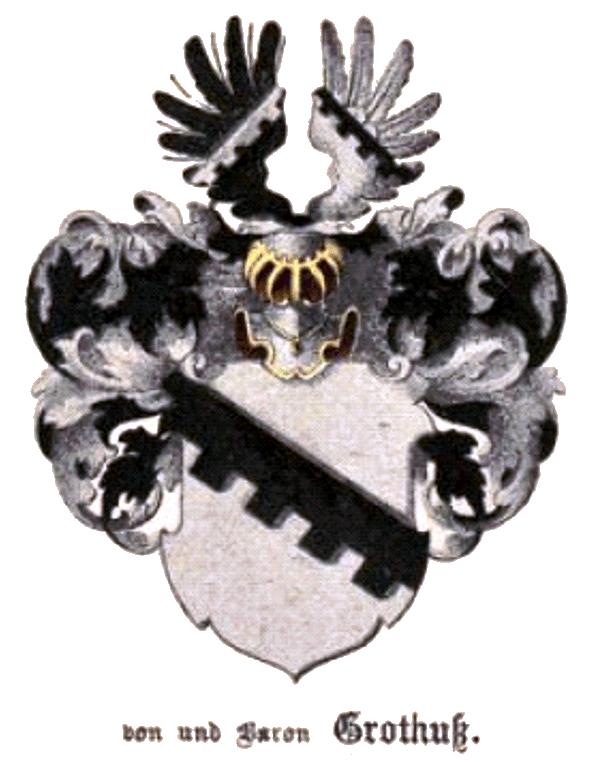
Wappen der Grotthuß im Baltischen Wappenbuch
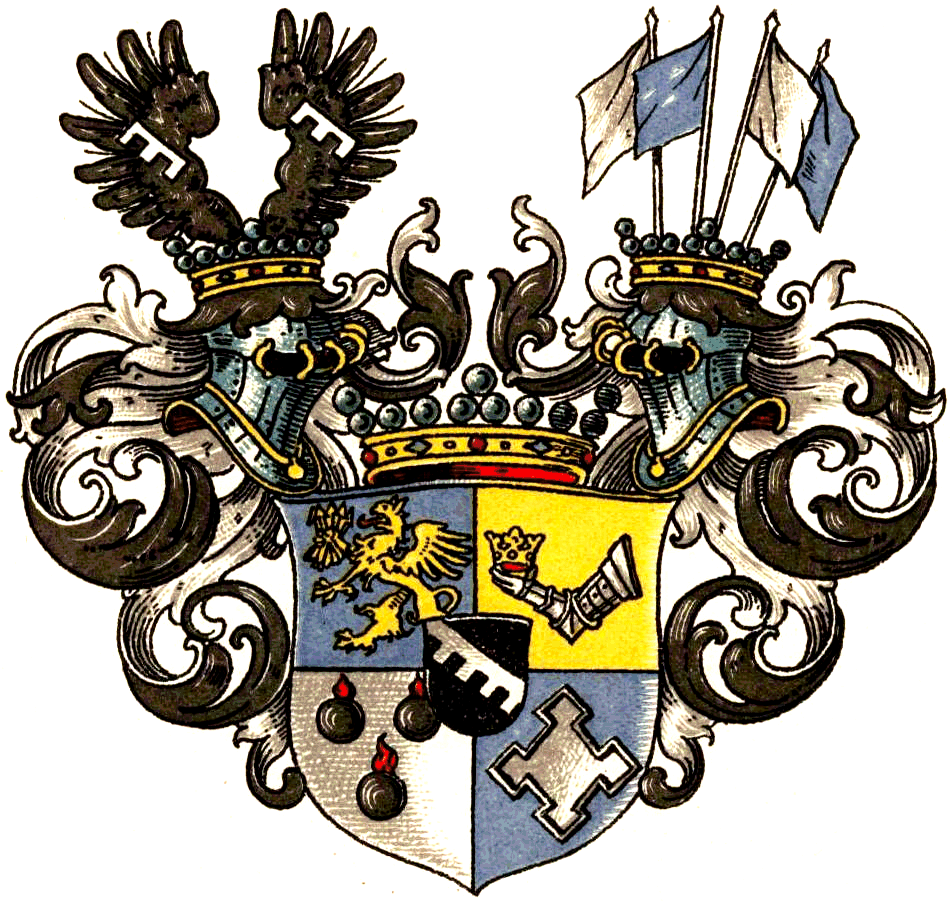
Wappen der Freiherren von Grothus

## Angehörige
- Arnoldus Grothusen († nach 1594), Hofmeister bei Sigismund III. Wasa in dessen Prinzenzeit
- Otto Johann von Grothusen (* 1627; † 1697), schwedischer Generalleutnant und Kommandant von Altona
- Christian Albrecht von Grothusen (* 1680; † 1715), schwedischer Generalmajor der Kavallerie und Kommandeur von Usedom
- Ernst Philipp von Grothaus (* 1703; † 1776), braunschweigischer General der Kavallerie, königlich großbritannischer Generalleutnant
- Friedrich Wilhelm von Grothausen († ca. 1777), hessischer Leutnant, Teilnehmer am Amerikanischen Unabhängigkeitskrieg[13]
- Carl Dietrich von Grotthuß (* 1728; † nach 1805), preußischer Justizdirektor[14]
- Eleonore von Grothaus (* 1734; † 1794), Dichterin
- Friedrich Wilhelm Karl Ludwig von Grothaus (* 1747; † 1801), Offizier, Militärtheoretiker und Abenteurer
- Dietrich Ewald von Grotthuß (* 1751; † 1786), Komponist
- Johann Ulrich von Grothuss (* 1753; † 1815), Dichter und Landespolitiker[15]
- Heinrich Wilhelm Rudolph Ernst von Grotthuß (* 1762; † 1816), preußischer Landrat[14]
- Sophie Leopoldine Wilhelmine von Grotthuis (* 1763; † 1828), Berliner Salonnière
- Theodor von Grotthuß (* 1785; † 1822), Naturwissenschaftler, Entdecker des Grotthuß-Mechanismus
- Elisabeth von Grotthuß (* 1820; † 1896), Erzählerin und Dramatikerin
- Jeannot Emil von Grothuss (* 1865; † 1920), Schriftsteller und Publizist
- Kuno Freiherr von Grotthuß (* 1879; † 1956), Schriftsteller (Weberschiffchen-Bücherei 12)